# Guillaume Leriche
Guillaume Leriche (* 6. Juni 1975 in Boulogne-Billancourt, Département Hauts-de-Seine) ist ein französischer Tontechniker.

## Leben
Leriche begann seine Karriere 2000 mit der Komödie Liebeslust und Freiheit von Gabriel Aghion. Bereits für seinen dritten Film, Die fabelhafte Welt der Amélie, war er 2002, gemeinsam mit Vincent Arnardi und Jean Umansky, für den Oscar in der Kategorie Bester Ton nominiert. Er setzte seine Karriere in Frankreich fort, wo er neben großen Kinoproduktionen wie Das Imperium der Wölfe, 96 Hours – Taken 2 und 96 Hours – Taken 3 auch für das Fernsehen arbeitete. Unter anderem wirkte er an den Luc-Besson-Fernsehserien Transporter: Die Serie und Taxi Brooklyn mit.

## Filmografie (Auswahl)
- 2001: Die fabelhafte Welt der Amélie (Le fabuleux destin d’Amélie Poulain)
- 2003: Michel Vaillant
- 2004: Mathilde – Eine große Liebe (Un long dimanche de fiançailles)
- 2005: Das Imperium der Wölfe (L’Empire des loups)
- 2007: Der Fluchtpunkt (Ce que mes yeux ont vu)
- 2008: Paris, Paris – Monsieur Pigoil auf dem Weg zum Glück (Faubourg 36)
- 2009: Die Eleganz der Madame Michel (Le Hérisson)
- 2010: Die Kinder von Paris (La rafle)
- 2012: 96 Hours – Taken 2 (Taken 2)
- 2013: Boule & Bill – Zwei Freunde Schnief und Schnuff (Boule et Bill – un film de wouf)
- 2014: 3 Days to Kill
- 2014: 96 Hours – Taken 3 (Taken 3)
- 2014: Die Schöne und das Biest (La Belle et la Bête)
- 2014: Die zwei Gesichter des Januars (The Two Faces of January)
- 2015: Nur Fliegen ist schöner (Comme un avion)

## Auszeichnungen (Auswahl)
- 2002: Oscar-Nominierung in der Kategorie Bester Ton für Die fabelhafte Welt der Amélie